# Chevalier vert

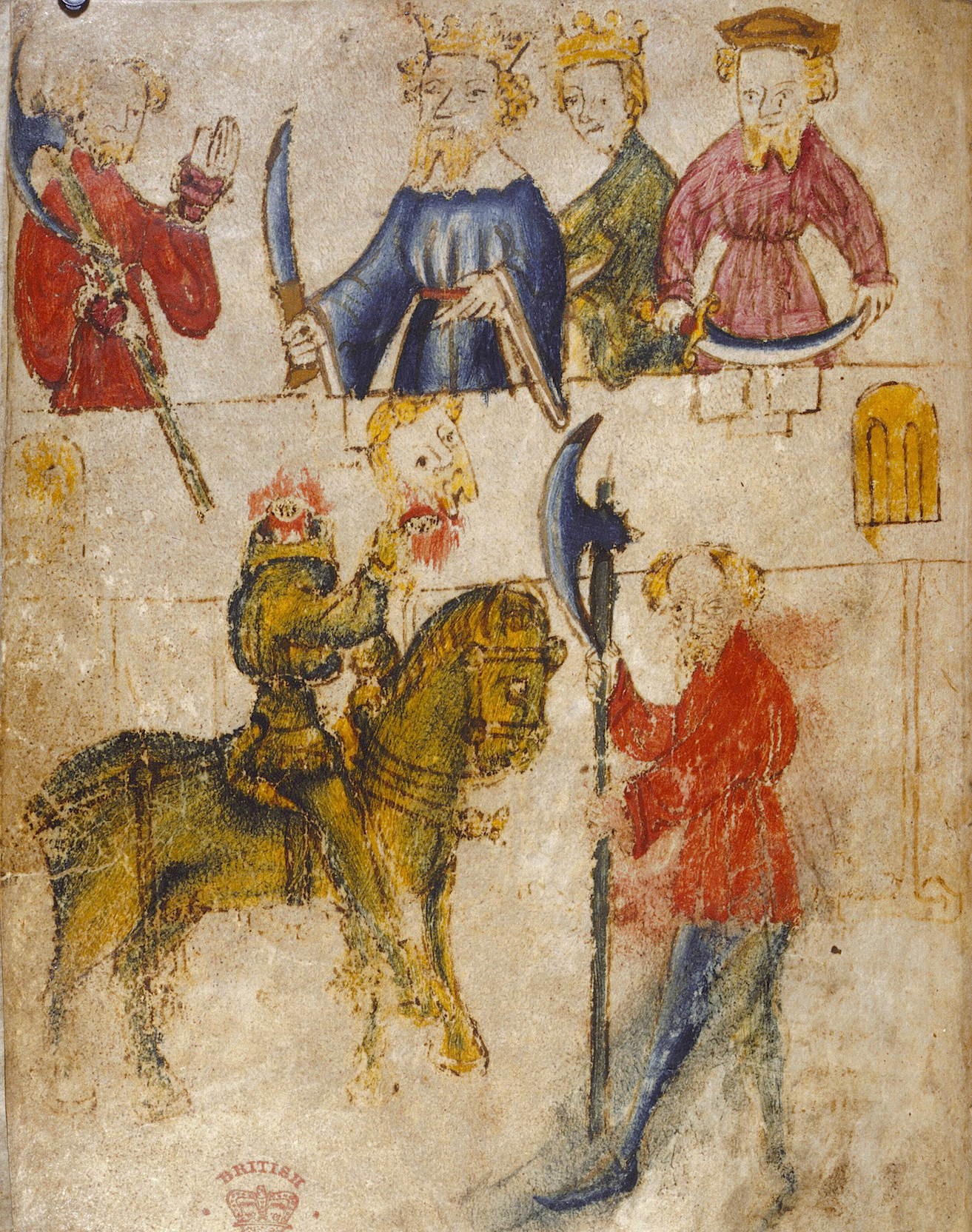
Enluminure tirée du manuscrit original de Sire Gauvain. Le Chevalier vert est à cheval, brandissant sa tête coupée dans sa main droite.

Le Chevalier vert est un personnage du poème arthurien du XIVe siècle Sire Gauvain et le Chevalier vert, apparaissant également dans le texte associé The Greene Knight. Son véritable nom est dit être Bercilak de Haudesert dans Sire Gauvain, alors qu'il est appelé « Bredbeddle » dans The Greene Knight. Il apparaît par la suite comme l'un des plus grands champions du roi Arthur dans la ballade fragmentaire King Arthur and King Cornwall, à nouveau sous le nom de « Bredbeddle ». Dans Sire Gauvain et le Chevalier vert, Bercilak est transformé en Chevalier vert par la fée Morgane, adversaire traditionnelle du roi Arthur, afin de mettre à l'épreuve sa cour. Dans The Green Knight, il est transformé par une autre femme, mais dans le même but. Dans les deux récits, il envoie sa femme séduire Gauvain en guise de mise à l'épreuve supplémentaire. King Arthur and King Cornwall le dépeint comme un exorciste et comme l'un des plus puissants chevaliers de la cour d'Arthur.
Dans Sire Gauvain, le Chevalier vert est ainsi nommé parce que sa peau est verte, un élément que les critiques cherchent encore à expliquer. Certains le voient comme une incarnation de l'homme vert, un être végétal apparaissant dans l'art médiéval, d'autres le considèrent comme une figure tirée de la mythologie celtique, comme un symbole chrétien, voire le diable lui-même. L'écrivain britannique J. R. R. Tolkien, auteur d'une traduction de Sire Gauvain, a dit du personnage qu'il était « aussi clair et concret que n'importe quelle image littéraire ». D'autres critiques l'ont qualifié de « personnage le plus difficile » à interpréter de Sire Gauvain. Son rôle principal dans la littérature arthurienne est celui de juge et tentateur des chevaliers, et il est donc à la fois terrifiant, amical et mystérieux pour les autres personnages.

## Cinéma et télévision
Une référence au Chevalier vert et à sa légende est faite dans l'épisode 5 de la saison 10, intitulé Dix-sept ans, de la série animée Adventure Time.
Il est présent dans les films Sword of the Valiant: The Legend of Sir Gawain and the Green Knight (1984) et The Green Knight (2020).
Dans la série télévisée Cursed, qui revisite la légende arthurienne, le Chevalier vert est le surnom de Gauvain.

## Source
- (en) Cet article est partiellement ou en totalité issu de l’article de Wikipédia en anglais intitulé « Green Knight » (voir la liste des auteurs).